# ليلو امبيلي
بلايسي ليلو امبيلي (17 أغسطس 1987) لاعب كرة قدم كونغولي دولي معتزل. لعب أخيراً قبل اعتزاله لنادي الأهلي البحريني. كما لعب في منتخب الكونغو الديمقراطية وشارك معه في كأس الأمم الأفريقية 2006.